# Zentralpazifische Flotte
Die Zentralpazifische Flotte (japanisch 中部太平洋方面艦隊, Chūbu Taiheiyō Hōmen Kantai) des Japanischen Kaiserreichs war eine Flotte der Kaiserlich Japanischen Marine. Sie wurde am 4. März 1944 während des Pazifikkriegs im Zweiten Weltkrieg gegründet. Ihre Existenz war nur von relativ kurzer Dauer, da sie am 18. Juli 1944 wieder aufgelöst wurde.

## Gründung
Die Hauptelemente der Zentralpazifischen Flotte waren die 1. Luftflotte unter Vizeadmiral Kakuta Kakuji in Tinian und die 4. Flotte unter Vizeadmiral Hara Chūichi in Truk. Zur Ersten Luftflotte gehörten zu dieser Zeit die 61. Luftflottille auf Peleliu und die 22. Luftflottille in Haru-shima in der Truk-Gruppe. Sie umfasste nach dem 5. Mai auch die 23. und 26. Luftflottille. Der Zentralpazifischen Flotte waren auch landgestützte Flugzeuge der dazu neu organisierten 14. Luftflotte unterstellt. Dies waren die 5. Luftwaffenbasis auf Saipan unter dem Kommando von Konteradmiral Takahisa Tsujimura, die 30. Luftwaffenbasis auf Palau und die Wasserflugzeugbasis auf Chichi-jima.
Das Oberkommando über die Zentralpazifische Flotte wurde Vizeadmiral Nagumo Chūichi übertragen. Neben den Schiffen der beiden Flotten gehörten zum Befehlsbereich der Zentralpazifischen Flotte und den Flugzeugen der 14. Luftflotte auch die Bodentruppen der 31. Armee unter dem Kommando von General Hideyoshi Obata.

## Einsatzgebiete
Die Hauptaufgabe der Zentralpazifischen Flotte bestand in der Verteidigung der Marianen und Palau. Da die 14. Luftflotte aber schon am 15. Mai des Jahres ihre kompletten Flugzeuge an die 1. Luftflotte abgeben musste, die zur Verteidigung von Tinian abkommandiert war, hatten die anderen Inseln keine direkte Luftverteidigung.
Die 4. Flotte hatte die Aufgabe die Vulkaninseln, die Bonininseln, sowie die Marianen selbst und die westlichen Karolinen zu bewachen. Zugleich hatte sie Kontakt nach Truk, zu den östlichen Karolinen und den Marshallinseln.

## Kommandoprobleme
Die Kommandostruktur der Zentralpazifischen Flotte war allerdings problematisch. Die landgestützten Armeeeinheiten wurden alle von erfahrenen Offizieren befehligt, die sich nur ungern unter das Oberkommando der Marine stellen lassen wollten. Aber am 15. März wurde ein Abkommen getroffen, wonach das Kommando jeder Insel unter der Autorität des jeweiligen Armee- oder Marine-Kommandeurs stand und dass weder die 31. Armee noch der Kommandeur der Flotte die Gesamthoheit über das Gebiet übernehmen würden. Daher existierte kein einheitliches Kommando im japanisch besetzten Zentralpazifik, so dass gemeinsame und koordinierte Planungen und Operationen fast unmöglich waren.
|              | 1. Luftflotte             | 4. Flotte                             | 14. Luftflotte                       | 14. Luftflotte                       | 31. Armee                                                                | 31. Armee                                                                |
| ------------ | ------------------------- | ------------------------------------- | ------------------------------------ | ------------------------------------ | ------------------------------------------------------------------------ | ------------------------------------------------------------------------ |
| Befehlshaber | Vizeadmiral Kakuta Kakuji | Vizeadmiral Hara Chūichi              | Vizeadmiral Nagumo Chūichi           | Vizeadmiral Nagumo Chūichi           | General Hideyoshi Obata Generalleutnant Yoshitsugu Saitō (in Vertretung) | General Hideyoshi Obata Generalleutnant Yoshitsugu Saitō (in Vertretung) |
| Einheiten    | 22. Luftflottille         | Leichter Kreuzer Nagara (Flaggschiff) | Leichter Kreuzer Isuzu (Flaggschiff) | Leichter Kreuzer Isuzu (Flaggschiff) | 29. Infanteriedivision                                                   | Marianen                                                                 |
| Einheiten    | 61. Luftflottille         | Leichter Kreuzer Nagara (Flaggschiff) | Wasserflugzeugtender Akitsushima     | Wasserflugzeugtender Akitsushima     | 48. Selbstständige gemischte Brigade                                     | Marianen                                                                 |
| Einheiten    | 61. Luftflottille         | Leichter Kreuzer Nagara (Flaggschiff) | 202. Marineluftgeschwader            | trägergestützt                       | 9. Panzerregiment                                                        | Marianen                                                                 |
| Einheiten    | ab 6. Mai:                | Leichter Kreuzer Nagara (Flaggschiff) | 301. Marineluftgeschwader            | Iwojima                              | 43. Infanteriedivision                                                   | Marianen                                                                 |
| Einheiten    | ab 6. Mai:                | Leichter Kreuzer Nagara (Flaggschiff) | 503. Marineluftgeschwader            | Yap                                  | 47. Selbstständige gemischte Brigade                                     | Marianen                                                                 |
| Einheiten    | 23. Luftflottille         | Leichter Kreuzer Nagara (Flaggschiff) | 551. Marineluftgeschwader            | Tinian                               | 52. Infanteriedivision,                                                  | Truk                                                                     |
| Einheiten    | 23. Luftflottille         | Leichter Kreuzer Nagara (Flaggschiff) | 755. Marineluftgeschwader            | Tinian                               | 50. Selbstständige gemischte Brigade                                     | Truk                                                                     |
| Einheiten    | 26. Luftflottille         | Leichter Kreuzer Nagara (Flaggschiff) | 802. Marineluftgeschwader            | Jaluit                               | 51. Selbstständige gemischte Brigade                                     | Truk                                                                     |
| Einheiten    | 26. Luftflottille         | Leichter Kreuzer Nagara (Flaggschiff) | 802. Marineluftgeschwader            | Jaluit                               | 52. Selbstständige gemischte Brigade                                     | Truk                                                                     |

## Schlachtbeteiligung
- Schlacht um Saipan
- Schlacht in der Philippinensee mit Marianen-Truthahnschießen

## Auflösung
Nach dem Tod von Vizeadmiral Nagumo und seinem Kommandostab am 6. Juli 1944 und dem Fall von Saipan zwei Tage danach an die amerikanischen Streitkräfte war die Zentralpazifische Flotte quasi nicht mehr existent. Ihr offizielles Auflösungsdatum ist der 18. Juli 1944.

## Führung

### Oberbefehlshaber
| Nr. | Dienstgrad und Name        | Bild | Amtszeit            | Amtszeit          | Bemerkungen                                |
| Nr. | Dienstgrad und Name        | Bild | Beginn der Amtszeit | Ende der Amtszeit | Bemerkungen                                |
| --- | -------------------------- | ---- | ------------------- | ----------------- | ------------------------------------------ |
| 1.  | Vizeadmiral Nagumo Chūichi |      | 4. März 1944        | 6. Juli 1944†     | Zeitgleich Befehlshaber der 14. Luftflotte |
|     | Vakant                     |      | 6. Juli 1944        | 18. Juli 1944     |                                            |

### Chef des Stabes
| Nr. | Dienstgrad und Name      | Amtszeit            | Amtszeit          |
| Nr. | Dienstgrad und Name      | Beginn der Amtszeit | Ende der Amtszeit |
| --- | ------------------------ | ------------------- | ----------------- |
| 1.  | Konteradmiral Yano Hideo | 4. März 1944        | 6. Juli 1944†     |
|     | Vakant                   | 6. Juli 1944        | 18. Juli 1944     |